# Oigney
Oigney é uma comuna francesa na região administrativa de Borgonha-Franco-Condado, no departamento de Alto Sona. Estende-se por uma área de 7,97 km². Em 2010 a comuna tinha 36 habitantes (densidade: 4,5 hab./km²).